# Ragout
|  | Sammenskrivningsforslag Artiklen Ragout er foreslået føjet ind i Gryderet. (Siden november 2024) Diskutér forslaget |

Ragout ([ra'gu], fra fransk ragoûter for 'at friste ganen', 'at skærpe appetitten') er en type sammenkogt madret (gryderet) af kødstykker, fjerkræ eller vildt og grøntsager i tern i en sædvanligvis cremet sovs. Udtrykket er lånt fra det tilsvarende franske ragoût i 1600-tallet.

## Ragout-typer
Der skelnes mellem lyse og brune ragouter: For brune ragouters vedkommende svitses kødstykkerne, indtil de har en brun skorpe over det hele; det drejer sig mest om grydestegt oksekød (braisering); ved lyse ragouter dampes lyst kød og løg (fx kalvefrikassé). Hvorvidt ragouten jævnes med mel, afhænger af den enkelte opskrift. Kødtern rulles normalt i mel efter stegning, men til nogle ragouter bruges der slet ikke mel (fx skaldyr eller Wiener Saftgulasch). En lys ragout må dog ikke forveksles med en sauce blanquette.
I Frankrig har udtrykket frikassé traditionelt været brugt om lyse eller brune ragouter, men i dag laves frikassé af hvidt kød med sauce blanquette.
Ragoût fin er en ragout lavet af kalvekød eller kød af ungkvæg, også tilsat fjerkræ (bryst, kølle uden skind), undertiden også kalvetunge.
Ragout kan fyldes i tarteletter som en forret. Der kan anvendes indmad eller animalske kropsdele (fx tungeragout, nyreragout); ragout kan også indeholde knogler (fx oksehaleragout).

## Sammenligning mellem brun ragout og gullasch
Ligesom ved gullasch bruges køddele med en højere andel af binde- og fedtvæv til ragout. Når man tilbereder en ragout, steges kødterningerne først, og derefter tilsættes løgene. Ved gullasch er rækkefølgen omvendt, da den originale ungarske gullasch er dampet og derfor ikke hører til de brune ragouter.

## Varianter
Den tyske Ragoût fin serveres som forret, også frikassé eller Rindsragout à la bourguignonne. En schweizisk variant kaldes Voressen. En italiensk "ragù" (fx alla bolognese) tilberedes derimod normalt ikke af kød i tern, men af hakket kød, fars.
Ved hvid ragout eller blanquette tilberedes hvidt kød såsom kylling eller kalvekød eller kanin først alene eller med suppegrønt, og en hvid sovs tilberedes af den resulterende bouillon, som er bundet med roux og legeret med æggeblomme og fløde. Resultatet er en let, meget mild ret med masser af sovs.
Würzfleisch, som hovedsageligt udbydes på restauranter i det østlige Tyskland, er en forenklet ragout fin lavet med fjerkræ eller svinekød. Kødet koges i bouillon og skæres derefter i små stykker. Der laves en lys sovs af bouillonen. Kødstykker og sovs overbages med ost og serveres med Worcestershire Sauce, citron og toast. Denne variant stammer fra opskrifter fra restauranter i DDR og serveres nu normalt som forret eller som en lille hovedret.

## Frugtragout
En jævnet sovs med hele frugter eller frugtstykker kaldes ofte frugtragout – eller efter den enkelte frugt, fx kirsebærragout. Der bruges fx kirsebær, hindbær, pærer og blommer. Frugtragouter serveres normalt som dessert, sjældnere som forret eller hovedret.